# اولگا پرئوبراژنسکایا
اولگا پرئوبراژنسکایا (روسی: Ольга Преображенская؛ زادهٔ ۲۱ ژانویه ۱۸۷۱ در سنت پترزبورگ – درگذشتهٔ ۲۷ دسامبر ۱۹۶۲ در پاریس) بالرین اهل روسیه بود. او باله را از ۸ سالگی شروع کرد و در یازده سالگی وارد تالار مارینسکی شد. پرئوبراژنسکایا در سن ۹۱ سالگی در ۲۷ ماه دسامبر ۱۹۶۲ در شهر پاریس درگذشت.